# 蒋家嘴镇
蒋家嘴镇，是中华人民共和国湖南省常德市汉寿县下辖的一个乡镇级行政单位。

## 行政区划
蒋家嘴镇下辖以下地区：
南区社区、砾山街社区、北区社区、莲塘社区、马家段社区、柴湖嘴村、凤阳冲村、仙峰山村、玉佛庵村、阳南塘村、紫阳冲村、大七冲村、康家塘村、金架坝村、二房湾村、三房湾村、张家铺村、船形湾村、伍家冲村、袁家湾村、李家嘴村、陈家河村、张家山村和南阳嘴村。